# Marouane Abassi
Marouane Abassi (arabe : مروان عباسي), né le 20 juillet 1959 à Tunis, est un économiste tunisien.

## Biographie

### Jeunesse et études
Marouane Abassi fait des études d'économie. Il obtient une maîtrise d'économie et de planification. Il obtient un master d'économie mathématique et d'économétrie à l'université d'Assas. Il obtient un autre master en économie agricole co-accrédité par l'université de la Sorbonne et à l'Institut national de la recherche agronomique.
Il obtient enfin un doctorat en économie à l'université Panthéon-Sorbonne.

### Parcours professionnel
Il est nommé professeur titulaire à l'université de Carthage en 2007,.
Il rejoint la Banque mondiale en janvier 2008, où il coordonne le programme pays pour la Libye, avant d'être nommé en 2012 directeur du bureau de l'institution pour ce pays.
Il est nommé le 16 février 2018 gouverneur de la Banque centrale de Tunisie par le décret présidentiel no 2018-13 après que 134 députés (sur 157 présents) ont approuvé la veille sa nomination par le chef du gouvernement Youssef Chahed. Il remplace Chedly Ayari qui a démissionné de ce poste.
Le 15 février 2024, Fethi Zouhair Nouri lui succède.

## Distinctions
- Meilleur gouverneur de banque centrale pour la région Moyen-Orient et Afrique du Nord décerné par Global Markets (2019)[7].

## Vie privée
Marouane Abassi est marié et père de deux enfants.